# 대한민국 형법 제349조
대한민국 형법 제349조는 부당이득에 대한 형법각칙의 조문이다.

## 조문
제349조(부당이득) ① 사람의 궁박한 상태를 이용하여 현저하게 부당한 이익을 취득한 자는 3년 이하의 징역 또는 1천만원 이하의 벌금에 처한다. <개정 1995.12.29>
②전항의 방법으로 제삼자로 하여금 부당한 이익을 취득하게 한 때에도 전항의 형과 같다.

第349條(不當利得) ① 사람의 窮迫한 狀態를 利用하여 顯著하게 不當한 利益을 取得한 者는 3年 以下의 懲役 또는 1千萬원 以下의 罰金에 處한다. <改正 1995.12.29.>
②前項의 方法으로 第三者로 하여금 不當한 利益을 取得하게 한 때에도 前項의 刑과 같다.

## 판례
- 범인이 기망행위에 의해 스스로 재물을 취득하지 않고 제3자로 하여금 재물의 교부를 받게 한 경우에 사기죄가 성립하려면, 그 제3자가 범인과 사이에 정을 모르는 도구 또는 범인의 이익을 위해 행동하는 대리인의 관계에 있거나, 그렇지 않다면 적어도 불법영득의사와의 관련상 범인에게 그 제3자로 하여금 재물을 취득하게 할 의사가 있어야 한다[1]

- 사기죄에 있어서는 기망으로 인한 재물교부가 있으면 그 자체로써 피해자의 재산 침해가 되어 이로써 곧 사기죄가 성립하는 것이고 상당한 대가가 지급되었다거나 피해자의 전체 재산상에 손해가 없다 하여도 사기죄의 성립에는 그 영향이 없다[2]

## 같이 보기
- 사기죄